# Фотокнига

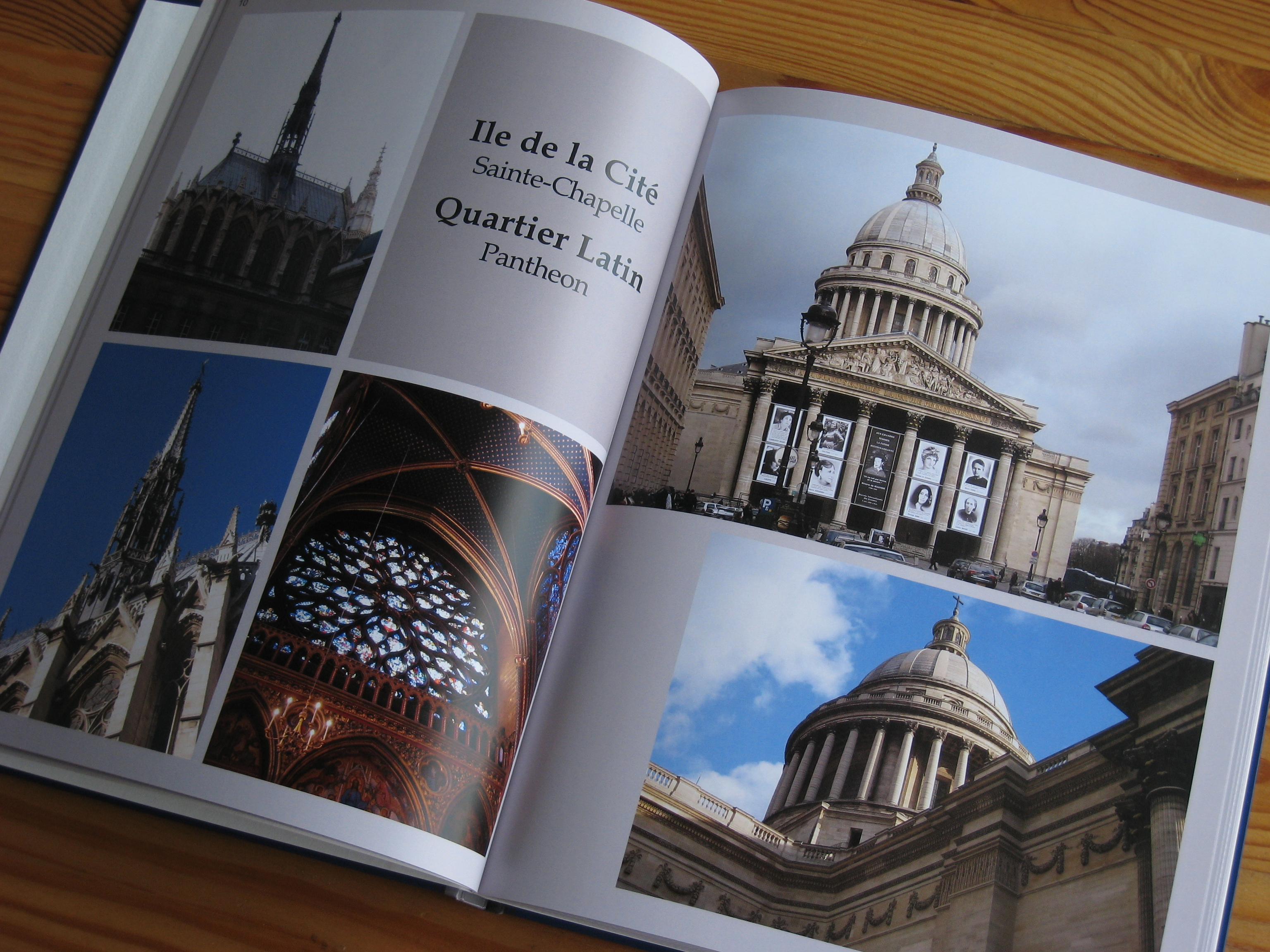

Фотокни́га — вид фотоальбому, особливістю якого є те, що фотографії друкуються на його сторінках. Також перевагою фотокниг перед звичайними фотоальбомами є їх унікальний дизайн. Фотокнига дає змогу не просто почергово розмістити свої знімки на сторінках, а додавати до них рамки, ефекти, підписи, кліпарти. Особливістю фотокниги є також можливість самостійного оформлення обкладинки, тобто розміщення свого фото або будь-якого іншого зображення на лицьовій та задній частині обкладинки.

## Стилі фотокниг
Фотокнига може бути виконана як у певному конкретному стилі (наприклад, весільна, шкільна, новорічна і т. д.), так і виступати збіркою абсолютно різних за тематикою фото. В цьому випадку все залежить від рішення самого дизайнера фотокниги, яким здебільшого виступає кінцевий споживач. Головне, що кожна сторінка фотокниги являє собою відбиток, який з'єднує оброблені фотографії, коментарі до них і художні елементи. Фотокниги не продаються в магазинах, вони виготовляються індивідуально для кожного. Дизайн фотокниги можна замовити у професіоналів, а можна виконати самим за допомогою спеціальної програми.

## Види фотокниг
Фотокниги поділяються на 4 класи — Photobook і Printbook.

### Photobook
Фотокниги виду Photobook друкуються на фотопапері і виконуються в цілісний розворот. Сторінки такої фотокниги наклеюються на пластикову або картонну основу. Більшість виробників таких альбомів пропонує широкий спектр обкладинок (шкіряні, тканеві, ламіновані з унікальним зображеннями, з тисненням та ін.), різні формати і ціни.

### Printbook
Фотокниги виду Printbook друкуються на поліграфічному обладнанні. Сторінки зшиті між собою в корінець. Обкладинки таких фотокниг в більшості представлені двома видами:
- Тверда ламінована обкладинка
- М'яка обкладинка

Також стають популярними обкладинки з тканини, шкірзамінника, шкіри та суперобкладинки для поліграфічних фотокниг. Головна перевага такої фотокниги в тому, що вона доступна в ціні та зверстати її макет може навіть фотоаматор, котрий не володіє Photoshop чи знаннями інших графічних редакторів. Особливістю фотокниг як таких є їхня унікальність і неповторність дизайну в порівнянні з іншими видами альбомів.
SlimBook
Фотокниги, що друкуються на фотопапері і розкриваються розворотами на 180°. Сторінки гнучкі, без основи, склеєні спеціальним хімічним складом, що робить книгу менш масивною.
Доступні обкладинки:
- Тверда ламінована обкладинка
- Обкладинка зі шкірзамінника (фотовставка)
- Тканинна обкладинка

Bambook
Тип фотокниг, який був створений 2014 року. Поліграфічна фотокнига з розворотами сторінок на 180°. Сторінки друкуються на крейдованому папері граматурою 200 г/м² і можуть бути неламіновані, або покриті глянцевою ламінацією. Фотообкладинка тверда, ламінована.